# Gopalganj (zila)
Gopalganj (en bengalí: গোপালগঞ্জ জেলা) es un zila o distrito de Bangladés que forma parte de la división de Daca.
Comprende 5 upazilas en una superficie territorial de 1.465 km² : Gopalganj, Kashiani, Kotalipara, Muksedpur y Tungipara.
La capital es la ciudad de Gopalganj.

## Upazilas con población en marzo de 2011[2]
- Gopalganj Sadar 344,008
- Kashiani 207,615
- Kotalipara 230,493
- Muksudpur 289,406
- Tungipara 100,893

## Patrimonio Agrícola Mundial
Los jardines o huertos flotantes de Gopalganj, en Bangladés, forman parte de los Sistemas Importantes del Patrimonio Agrícola Mundial (SIPAM), que designa lugares donde la agricultura tradicional tiene un interés histórico. El sistema consiste en aprovechar el territorio llano e inundable en época de monzones para crear plataformas flotantes a partir de jacintos de agua reforzados con bambú sobre los que se añade compost y se siembran verduras de hoja, quimbombó, calabazas y cebollas.

## Demografía
Según estimación 2010 contaba con una población total de 1.270.878 habitantes.